# Tiago Silva
Tiago Rafael Maia Silva (Lisbona, 2 giugno 1993) è un calciatore portoghese, centrocampista del Vitória Guimarães.

## Biografia
Nato a Lisbona, Silva muove i suoi primi passi nel calcio tra le file dello SL Olivais, mettendosi in mostra e meritandosi, nel 2004, l'approdo nelle formazioni giovanili del Benfica. Nel 2009 il primo trasferimento alle giovanili del Belenenses.

## Caratteristiche tecniche
Trequartista, può giocare da esterno su entrambe le fasce.

## Carriera

### Club

#### Belenenses
Il 29 luglio 2012 debutta in competizioni ufficiali con la maglia del Belenenses, in un incontro di Taça da Liga, la coppa di lega portoghese, contro la Oliveirense. Al termine della stagione, con il suo contributo di 37 partite condite da 4 goal, permette al club di ritornare in Primeira Liga, il massimo campionato lusitano, dopo tre anni di assenza. Lascia il club della capitale nella sessione estiva di calciomercato del 2016, con un totale di 97 presenze e 8 reti.

#### Feirense
Nelle stagioni 2016-2017 e 2017-2018, va in prestito alla Feirense, squadra militante nel massimo campionato portoghese. Raccoglie in totale 48 presenze e 9 goal grazie ai quali, il 18 febbraio 2018, viene riscattato e sigla un nuovo accordo di tre anni. Nella stagione seguente, 2018-2019, scende in campo 37 volte mettendo a segno 3 goal.

#### Nottingham Forest
Il 5 luglio 2019, approda in Inghilterra, in Championship, tra le file del Nottingham Forest, con cui firma un contratto di due anni.

### Nazionale
Viene convocato per le Olimpiadi 2016 in Brasile.

## Palmarès

### Club

#### Competizioni nazionali
- Segunda Liga: 1

Belenenses: 2012-2013
- Campionato greco: 1

Olympiakos: 2020-2021